# Tithraustes (geslacht)
Tithraustes is een geslacht van vlinders van de familie Tandvlinders (Notodontidae), uit de onderfamilie Dioptinae.

## Soorten
- T. albilinea Schaus, 1912
- T. albinigra Warren, 1905
- T. albitumida Dognin, 1902
- T. aliena Dognin, 1904
- T. augustimacula Dognin, 1902
- T. bialbifera Warren, 1904
- T. butes Druce, 1885
- T. caliginosa Dognin, 1902
- T. cistrina Druce, 1899
- T. cistrinoides Dognin, 1909
- T. cletor Druce, 1893
- T. coniades Druce, 1893
- T. creon Druce, 1885
- T. crypsispila Warren, 1901
- T. chloris Druce, 1893
- T. deiphon Druce, 1885
- T. demades Druce, 1885
- T. erymas Druce, 1885
- T. esernius Druce, 1885
- T. eteocles Druce, 1885
- T. fulvipalpis Dognin, 1910
- T. haemon Druce, 1885
- T. halesius Druce, 1885
- T. inaequiplaga Dognin, 1911
- T. latialbata Prout, 1918
- T. longipennis Schaus, 1913

- T. maximus Druce, 1897
- T. mexicana Hering, 1925
- T. mirma Druce, 1899
- T. moerens Warren, 1900
- T. nasor Druce, 1899
- T. nervosus H.Edwards, 1884
- T. nigrifascia Hering, 1925
- T. noctiluces Butler, 1872
- T. phaeton Schaus, 1912
- T. pyrifera Dognin, 1911
- T. quinquepunctata Warren, 1901
- T. seminigrata Warren, 1901
- T. subalbata Dognin, 1904
- T. submaxima Hering, 1925
- T. suffumosa Dognin, 1902
- T. thanatosa Hering, 1925